# The Unforgiven II
«The Unforgiven II» és el divuitè senzill de la banda estatunidenca Metallica, el segon extret de l'àlbum d'estudi, ReLoad, llançat el 23 de febrer de 1998. És una seqüela de «The Unforgiven», que van incloure en l'àlbum Metallica (1991), la melodia és semblant però és una mica més dura.
El videoclip és similar a la història del videoclip «The Unforgiven», però el túnel és substituït per l'habitació buida mostrada en aquest videoclip, i el noi que hi apareix és el mateix sent set anys més gran.
Malgrat que la van estrenar durant la gala dels Billboard Music Awards de finals e 1997, no van interpretar la cançó en concert durant els següents 17 anys, i no es va reintroduir en la llista de cançons que interpretaven en directe fins a la gira europea de festivals de 2015.

## Llista de cançons
| 1. | «The Unforgiven II»           | 6:36 |
| 2. | «Helpless» (directe)          | 4:15 |
| 3. | «The Four Horsemen» (directe) | 6:19 |
| 4. | «Of Wolf and Man» (directe)   | 4:31 |

| 1. | «The Unforgiven II»                      | 6:36 |
| 2. | «The Thing That Should Not Be» (directe) | 7:33 |
| 3. | «The Memory Remains» (directe)           | 4:19 |
| 4. | «King Nothing» (directe)                 | 7:14 |

| 1. | «The Unforgiven II»        | 6:36 |
| 2. | «No Remorse» (directe)     | 4:54 |
| 3. | «Am I Evil?» (directe)     | 5:09 |
| 4. | «The Unforgiven II» (demo) | 7:14 |

| 1. | «The Unforgiven II»                      | 6:36 |
| 2. | «The Thing That Should Not Be» (directe) | 4:40 |

| 1. | «The Unforgiven II»            | 6:36 |
| 2. | «The Memory Remains» (directe) | 4:19 |

| 1. | «The Unforgiven II»                      | 6:36 |
| 2. | «The Thing That Should Not Be» (directe) | 7:33 |
| 3. | «The Memory Remains» (directe)           | 4:28 |
| 4. | «No Remorse» (directe)                   | 4:52 |
| 5. | «Am I Evil?» (directe)                   | 5:11 |
| 6. | «The Unforgiven II» (demo)               | 7:13 |